# Ksar Ouled Soltane
El Ksar Ouled Soltane —en àrab قصر أولاد سلطان, Qaṣr Awlād Sulṭān, pronunciat localment Qṣar Ūlād Sulṭān— és un graner fortificat (qsar) situat al districte de Tataouine, al sud de Tunísia. El qsar està distribuït en dos patis, cadascun dels quals té un perímetre format per graners en diversos nivells (ghorfas). Com altres qsur (plurar de qsar) construïts per amazics, el Ksar Ouled Soltane està situat a dalt d'un turó per protegir-lo de robatoris.
El Ksar Ouled Soltane és actualment un destí turístic en el qual la gent va a veure els graners ben preservats. A més, s'hi van rodar algunes escenes de Star Wars Episodi I: L'Amenaça Fantasma.

## Galeria de fotos

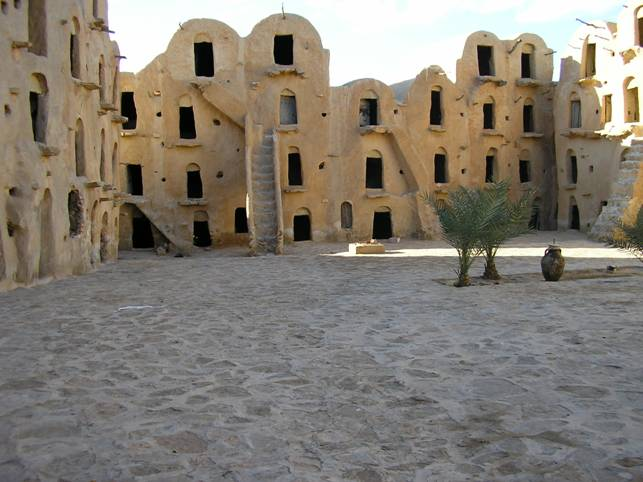
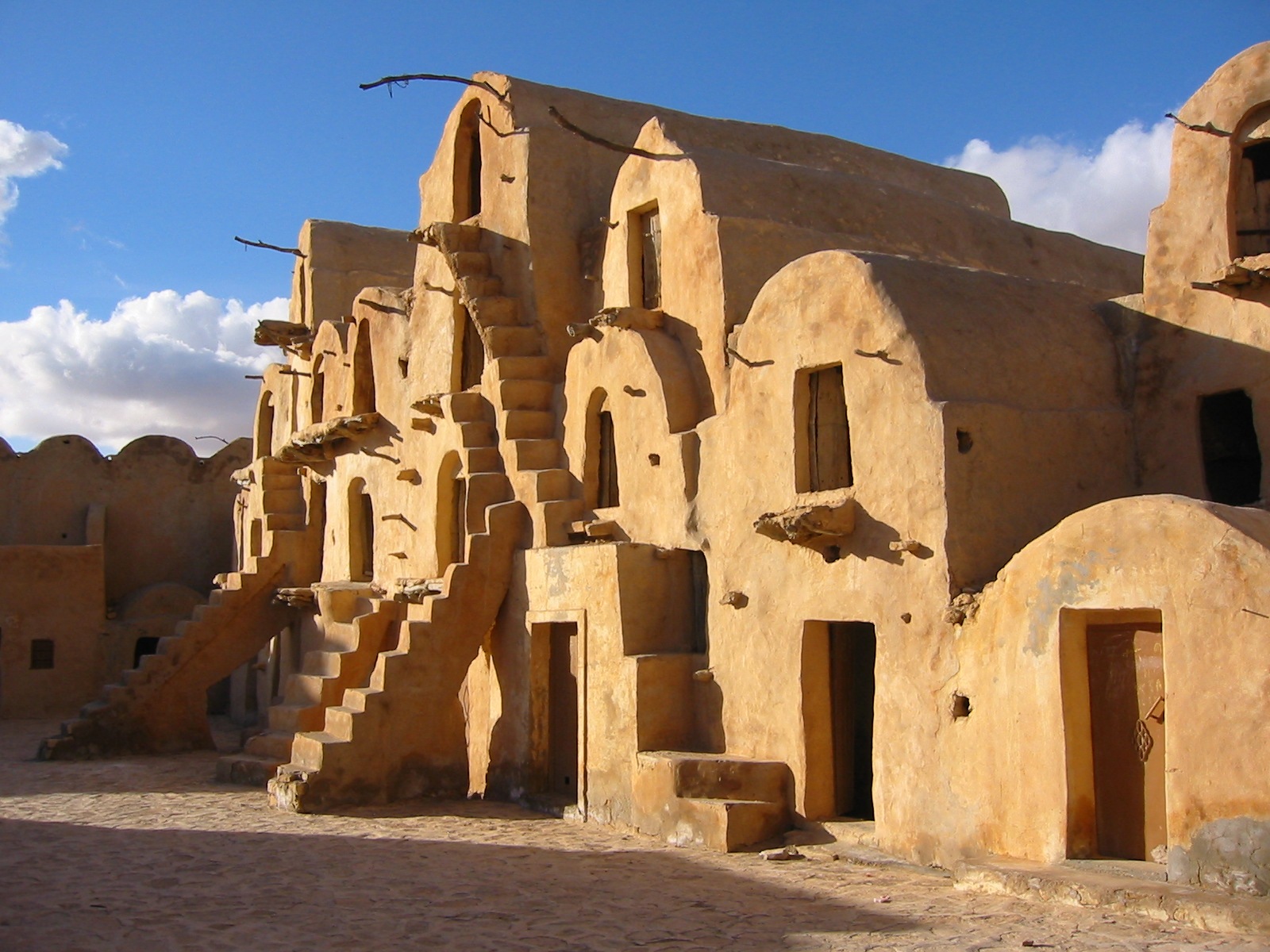